# نوینبرووک
نوینبرووک (به آلمانی: Neuenbrook) یک شهر در آلمان است که در اشتاینبورگ واقع شده‌است. نوینبرووک ۶۸۲ نفر جمعیت دارد.